# واکنش شول
واکنش شول(به انگلیسی: Bally–Scholl synthesis، Scholl reaction) یک نام واکنش از نوع جفت‌شدن در شیمی آلی است که طی آن دو ترکیب آرنی در حضور یک پروتیک اسید و اسید لوییس با یکدیگر جفت می‌شوند. این واکنش نخستین بار توسط شیمیدان سوئیسی رولند شول کشف شد.